# Enfermedades cardiovasculares y diabetes en Australia
Las enfermedades cardiovasculares y la diabetes son aspectos de salud muy importantes para los australianos.  Las enfermedades cardiovasculares son las principales causas de muerte en Australia.

## Enfermedad Cardiovascular
Las enfermedades cardiovasculares siguen teniendo un gran impacto en la salud de Australia en términos de prevalencia, Mortalidad, mortandad, gravedad y el gasto que conllevan. Del 2007 al 2008, un estimado de 3.4 millones de Australianos fueron diagnosticados con enfermedades cardiovasculares (CVD, por sus siglas en inglés). Las enfermedades cardiovasculares siguen siendo la principal causa de muerte en Australia. En el 2009, 46,106 muertes en Australia fueron adjudicadas a enfermedades cardiovasculares (21,935 hombres y 24,171 mujeres) esto representa un total del 33% de todas las muertes en Australia. En el 2010 se reportó que casi un 16% del total de enfermedades, fueron atribuidas a las CVD. Esto hizo que individuos susceptibles a CVD pudieran presentar enfermedades mórbidas más tarde en su vida, poniéndolos en riesgo de sufrir depresión o ansiedad.
El número de muertes por CVD ha disminuido considerablemente tomando en consideración los puntos más altos obtenidos a finales de los años sesenta y principio de los setenta, cuando eran responsables de aproximadamente 60,000 muertes anuales (55% del total de muertes al año). Este mejoramiento ha sido atribuido a la combinación de la investigación, mejoras en la prevención y detección de las CVD y un mejor manejo clínico con las personas afectadas por estas enfermedades. Hay una estrecha relación entre las CVD y otras enfermedades crónicas, incluyendo diabetes y enfermedades renales crónicas.
Las enfermedades cardiovasculares terminan con la vida de un Australiano cada 11 minutos y 3.4 millones de la población son afectados por CVD, incluyendo los indigentes que forman el 30%. A lo largo de su vida, se estima que 1.5 millones de Australianos padecen de diabetes y aproximadamente 1 de cada 6 tienen un infarto. The Baker IDI Heart and Diabetes Institute, fundado en Melbourne, es uno de los más conocidos Institutos de investigación de Enfermedades Cardiovasculares.
Uno de los estudios hechos por un equipo de investigación formado por Australianos y Holandeses y comandado por Karin Jandeleit-Dahm de Baker IDI y Harald Schmidt de la Universidad de Maastricht en Holanda, han identificado la función de una enzima que acelera el desarrollo de arterosclerosis diabética. Los investigadores fueron capaces de reducir substancialmente el desarrollo de placas en las arterias al poder suprimir o inhibir esta enzima con una droga, esto permitiría la prevención o sería un tratamiento para las enfermedades cardiovasculares que padecen de diabetes.
Otro equipo de investigación comandado por Bronwyn Kingwell, director de Baker IDI's Metabolic and Vascular Physiology, encontró un nuevo uso de una vieja droga. Los investigadores encontraron que después de tomar Ramipril, un medicamento para tratar la hipertensión, los pacientes con enfermedad arterial periférica (PAD, por sus siglas en inglés) que tienen una restricción en la movilidad de la pierna debido al dolor, experimentaron un periodo menos doloroso y un alivio más prolongado en sus piernas. Para algunos pacientes, esta puede ser la diferencia de vivir de manera independiente o requerir la atención de alguien más por el resto de su vida.

## Diabetes
Un estimado de 275 Australianos desarrollan diabetes todos los días. El Australian AusDiab Follow-up Study (Un estudio de Diabetes en Australia, Obesidad y estilo de vida) mostró que 1.7 millones de Australianos tenían diabetes pero que más de la mitad de los casos de diabetes tipo 2 permanecían sin diagnosticar. 

### Diabetes de tipo 2
La diabetes de tipo 2 es el tipo más común de diabetes, la mayoría de los afectados son diagnosticados con este tipo de diabetes. La diabetes de tipo 2 es una enfermedad que puede ser considerada como un estilo de vida ya que se ve influenciada por factores ambientales y hereditarios. Este tipo de diabetes está asociada con la dieta y el nivel de actividad del individuo. La población que tiene un mayor riesgo es la que adopta un estilo de vida sedentario en la juventud, dos cosas que hay que tomar en consideración si se siente estar en riesgo de padecer esta enfermedad.

#### Prevención de la Diabetes tipo 2
- Mantener un peso saludable
- Actividad sexual regular
- Controlar la presión arterial
- Controlar los niveles de colesterol
- Dejar/ Evitar el cigarro[9]

Si bien no hay una cura especifica para la diabetes de tipo 2, El Departamento de Salud del gobierno Australiano ha puesto en marcha lineamientos para asegurar que los niños y adolescentes reciban un tiempo sugerido para realizar actividad física. Algunas de las sugerencias fueron: 
- cambiar de un nivel bajo a un nivel moderado de actividad física
- Participar en actividades físicas más activas en lugar de actividades moderadas- de esta manera se ahorra tiempo que se puede dedicar a la familia y /o amigos
- Evitar largos periodos frente a pantallas electrónicas (celulares, televisión, aparatos electrónicos, etc.)
- Evitar estar sentado por largos periodos

## Datos de la Diabetes
Otros datos acerca de la diabetes son: 
- Cada año 0.8% de los adultos desarrollan diabetes

- Cada día en Australia 275 adultos desarrollan diabetes

- Aquellas personas con pre-diabetes eran de 10 a 20 veces más susceptibles a desarrollar diabetes a diferencia de aquellos con un nivel normal de glucosa en sangre

- Obesidad, Hipertensión, dislipidemia, inactividad física y síndrome metabólico cada uno incrementa el riesgo de desarrollar diabetes[11]

En 2007-08 aproximadamente 520,000 personas tenían diabetes y CVD, solo un 42% de los diabéticos no tenían CVD. Las CVD son la mayor causa de mortalidad en personas que padecen diabetes y CVD, representando un 80% de las muertes.
La Federación Internacional de Diabetes ha estimado que actualmente 194 millones de personas en el mundo o el 5.1 % de los adultos sufren de diabetes; Esto aumentaría a 333 millones y representaría un 6.3% de los adultos para el año 2025. La diabetes de tipo 2 corresponde aproximadamente entre el 85% y 95% de todos los tipos de diabetes en países desarrollados y este porcentaje sube aún más en países en vías de desarrollo. 
La región Europea, con 48 millones, y la región del Pacífico occidental, con 43 millones, cuentan con el mayor número de personas con diabetes en la actualidad. En el 2025 la región con el mayor número de personas con diabetes sería el Sureste de Asia con aproximadamente 82 millones de afectados. En la actualidad, el grupo de edad con el mayor número de personas que padecen diabetes es entre los 40 y los 59 años. Debido a la edad poblacional, para el 2025 habrá 146 millones de personas entre 40 y 59 años que tendrán diabetes y 147 millones de personas de 60 años o más que también estarán padeciendo la enfermedad
En 2003, el número de casos de diabetes en áreas urbanas era de 78 millones y se dice que para el 2025 incrementarían los casos hasta 182 millones en zonas urbanas y 61 millones en zonas rurales.

### Epidemiología
Un estudio de la University of Alberta, llevado a cabo en el 2006, mostró que el 60% de los indígenas por arriba de los 35 años en Australia Occidental dieron positivo a diabetes.
Otro estudio llevado a cabo por el Instituto Internacional de Diabetes en la Universidad de Monash mostró que los asiáticos, isleños del pacífico e Inmigrantes del Nuevo Oriente que se mudaron a Australia, fueron diagnosticados con diabetes por arriba del promedio El aumento se explica por la adopción de una dieta occidental, en lugar de una dieta más saludable o más común en sus países de origen, así como la adopción de un estilo de vida más sedentario que es ubicuo en los países desarrollados

### Esquema de servicios nacional de diabetes
The National Diabetes Services Scheme (NDSS, por sus siglas en inglés) es una institución fundada por el gobierno Australiano que distribuye productos relacionados con la diabetes a precios más accesibles y proveen información y servicios de apoyo a personas con diabetes tipo 1, tipo 2, gestacional y otros tipos de diabetes; el grupo número uno a nivel nacional para la diabetes en Australia, Diabetes Australia, lleva a cabo este esquema. Organizaciones estatales y territoriales también están asistiendo en los arreglos y la planeación de servicios para este esquema. La meta de The National Diabetes service es asegurar, acceso aprpiado, confiable y asequible a productos relacionados con la diabetes y servicios para apoyar a aquellos que la padecen.